# Torii Kiyonaga
Torii Kiyonaga (鳥居清長?   1752 – 28 de junio de 1815) fue un artista japonés del ukiyo-e y pintor de la escuela Torii de pintura japonesa. Su nombre original era Sekiguchi Shinsuke, y fue hijo de un vendedor de libros de Edo. A pesar de que no está relacionado biológicamente con la familia Torii, se convirtió en sucesor de este tras la muerte de su padre adoptivo y maestro Torii Kiyomitsu. Es considerado uno de los grandes maestros de la impresión xilográfica en colores (nishiki-e) y del bijinga, relacionado con las imágenes de cortesanas y otras mujeres hermosas. Sin embargo, al igual que otros artistas del ukiyo-e, produjo una cantidad de impresiones y pinturas relacionadas con actores del kabuki, muchas de ellas eran materiales de promoción de los teatros.

Onnayu (baño de mujeres) de Torii Kiyonaga.

En el bijinga, sólo las obras de Suzuki Harunobu y otros pocos tenían una similitud con Kiyonaga. Él produjo una gran cantidad de impresiones bijinga en la década de 1780, y es considerado el clímax de su carrera, ya que casi no producía obras a comienzos de la década de 1790. Algunos eruditos resaltan la belleza de sus pinturas siendo excepcionalmente particular a pesar de su origen y educación humilde.